# 椎木麻衣
椎木 麻衣（しいき まい、1986年1月14日 - ）は、元大分朝日放送（OAB）のアナウンサーである。大分県中津市出身、大分高等学校を経て、西南学院大学卒業。血液型はAB型。2011年入社。

## 来歴・人物
大分県中津市出身。血液型AB型。2011年に入社。
趣味は、野球観戦・ドライブ・洋服のコーディネートを考えること
2019年3月29日、「4月からは、母としての道を歩むべく お仕事はお休みし、出産・育児に専念します。」とブログで報告した。

## 担当番組
- 5スタ
- OABニュース[1]

### 過去の担当番組
- スーパーJチャンネルおおいた
- シリタカ! 【中継で大分の情報を伝える。】